# Gymnura poecilura
Gymnura poecilura é uma espécie do gênero Gymnura [en] e da família Gymnuridae, nativa do Indo-Pacífico, desde o Mar Vermelho até o sul do Japão e o oeste da Indonésia. Alcançando até 92 cm de largura, essa arraia possui um disco de nadadeira peitoral em forma de losango, cerca de duas vezes mais largo que longo, com coloração marrom a cinza na parte superior, adornada com muitos pontos claros pequenos. Os espiráculos atrás de seus olhos têm bordas lisas. Essa espécie pode ser identificada por sua cauda, que tem aproximadamente o mesmo comprimento que a distância do focinho à cloaca, não possui nadadeiras e exibe de nove a doze faixas alternadas de preto e branco.
Demersal, Gymnura poecilura frequenta habitats arenosos ou lamacentos em águas costeiras com menos de 30 m de profundidade. Sua dieta inclui peixe ósseos, moluscos e crustáceos. Essa espécie é vivípara, com os embriões em desenvolvimento nutridos inicialmente por vitelo e, posteriormente, por histotrofo ("leite uterino") fornecido pela mãe. Não há uma estação reprodutiva definida, e as fêmeas dão à luz ninhadas de até sete filhotes. Utilizada por sua carne, Gymnura poecilura é frequentemente capturada por pesca artesanal e pesca comercial.

## Taxonomia e filogenia
Gymnura poecilura foi originalmente descrita como Raja poecilura pelo zoólogo inglês George Kearsley Shaw, em sua obra de 1804, General Zoology or Systematic Natural History. Ele não designou um espécime-tipo, pois sua descrição foi baseada em uma ilustração do naturalista escocês Patrick Russell, publicada um ano antes em Descriptions and Figures of Two Hundred Fishes Collected at Vizagapatam on the Coast of Coromandel. O epíteto específico poecilura deriva do grego antigo poikilos ("de muitas cores") e oura ("cauda"). Autores posteriores transferiram essa espécie para o gênero Gymnura.
Mais pesquisas são necessárias para determinar se as arraias Gymnura poecilura isoladas na Polinésia Francesa pertencem, de fato, à mesma espécie que as do restante de sua distribuição. Estudos filogenéticos baseados em morfologia e DNA mitocondrial indicam que Gymnura poecilura é estreitamente relacionada à arraia Gymnura zonura [en], que compartilha grande parte de sua distribuição no Indo-Pacífico. Outro nome comum em inglês para essa espécie é variegated butterfly ray.

## Descrição
O disco de nadadeira peitoral de Gymnura poecilura tem o formato de losango característico de sua família, com cerca de duas vezes mais largura que comprimento. A margem anterior do disco é suavemente sinuosa, a margem posterior é convexa, e os cantos externos são levemente angulares. O focinho é curto e largo, com uma pequena ponta protuberante. Os olhos de tamanho médio são seguidos por espiráculos maiores com bordas lisas. As narinas estão posicionadas próximas à boca; entre elas, há uma cortina de pele curta e larga com margem lisa. A boca ampla forma uma curva transversal e contém mais de 50 fileiras de dentes em cada mandíbula, aumentando em número com a idade; os dentes são pequenos, estreitos e pontiagudos. Há cinco pares de fendas branquiais curtas na parte inferior do disco. As nadadeiras pélvicas são pequenas e arredondadas.
A cauda filamentosa não possui nadadeira dorsal nem caudal, mas apresenta sulcos baixos ao longo de sua extensão, acima e abaixo. Seu comprimento é aproximadamente igual à distância entre a ponta do focinho e a cloaca, distinguindo essa espécie de outras arraias da mesma ordem, que têm caudas mais curtas. Às vezes, há um pequeno espinho venenoso (muito raramente dois) na superfície superior da cauda, próxima à base. A pele é desprovida de dentículos dérmicos. A coloração dorsal varia de marrom a marrom-esverdeado ou cinza, com muitos pontos claros pequenos e, ocasionalmente, alguns pontos escuros. A cauda exibe de nove a doze faixas pretas alternadas com faixas brancas, que frequentemente apresentam um pequeno ponto escuro posicionado dorsalmente. A parte inferior é branca, escurecendo nas bordas das nadadeiras. Gymnura poecilura atinge uma largura máxima de 92 cm.

## Distribuição e habitat
O membro mais amplamente distribuído de sua família no Indo-Pacífico, Gymnura poecilura é encontrada desde o Mar Vermelho e a Somália, a oeste, passando pela Índia e Sri Lanka, até a China, o sul do Japão, as Filipinas e as ilhas ocidentais da Indonésia (incluindo Bornéu, Sumatra e Java). Também foi registrada na Polinésia Francesa. É relativamente comum em algumas áreas. Essa espécie demersal vive em águas costeiras a profundidades de 10 a 30 m, preferindo fundos arenosos ou lamacentos. Não parece realizar migrações sazonais.

## Biologia e ecologia

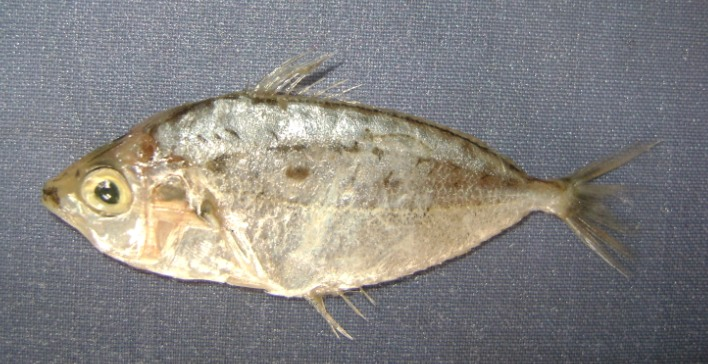
Peixes da família Leiognathidae (na foto: Leiognathus lineolatus) são presas de Gymnura poecilura.

Gymnura poecilura se alimenta de peixes ósseos, em particular peixes da família Leiognathidae e do gênero Leiognathus [en], além de moluscos e crustáceos. Não é conhecida por formar grandes cardumes. Parasitas conhecidos dessa arraia incluem o nematódeo Hysterothylacium poecilurai e a tênia Acanthobothrium micracantha. Como outras arraias de sua ordem, essa espécie é vivípara, com os filhotes sustentados inicialmente por vitelo e, posteriormente, por histotrofo ("leite uterino") produzido pela mãe. As fêmeas adultas possuem dois ovários e úteros funcionais. A atividade reprodutiva ocorre ao longo do ano, com um pico de abril a outubro. O período de gestação é desconhecido, mas é possível que as fêmeas produzam mais de uma ninhada por ano. O tamanho da ninhada é de até sete filhotes e não está correlacionado com o tamanho da fêmea. Os recém-nascidos medem de 20 a 26 cm de largura e parecem miniaturas dos adultos sem espinho venenoso; irmãos podem diferir em coloração. Machos e fêmeas atingem a maturidade sexual com cerca de 45 cm e 41 cm de largura, respectivamente.

## Interações com seres humanos
Gymnura poecilura é amplamente capturada por sua carne e como fauna acompanhante em pesca artesanal e pesca comercial, inclusive na Índia, Tailândia e Indonésia. É capturada usando arrastão, redes de emalhar e, em menor grau, redes de cerco e outros equipamentos de pesca. Embora dados específicos sobre população e captura sejam escassos, acredita-se que Gymnura poecilura seja suscetível à pesca predatória devido à sua baixa taxa reprodutiva e ao fato de que fêmeas grávidas frequentemente abortam seus filhotes quando capturadas. Dada a alta intensidade da pressão pesqueira em grande parte de sua distribuição, a União Internacional para a Conservação da Natureza (IUCN) classificou essa espécie como vulnerável.